# فرناندينا بيتش
فرناندينا بيتش (بالإنجليزية: Fernandina Beach)‏ هي مدينة أمريكية تقع في ولاية فلوريدا. تبلغ مساحة هذه المدينة 27.8 (كم²)،ويبلغ عدد سكانها 11487 نسمة حسب إحصاء سنة 2010 م 11487.تشير إحصاءات سنة 2000م بأن الكثافة السكانية في هذه المدينة تقدر بـ(2780.6) نسمة/كم2 

## المناخ
يظهر الجدول التالي التغييرات المناخية على مدار السنة لفرناندينا بيتش:
| البيانات المناخية لـفرناندينا بيتش  | البيانات المناخية لـفرناندينا بيتش | البيانات المناخية لـفرناندينا بيتش | البيانات المناخية لـفرناندينا بيتش | البيانات المناخية لـفرناندينا بيتش | البيانات المناخية لـفرناندينا بيتش | البيانات المناخية لـفرناندينا بيتش | البيانات المناخية لـفرناندينا بيتش | البيانات المناخية لـفرناندينا بيتش | البيانات المناخية لـفرناندينا بيتش | البيانات المناخية لـفرناندينا بيتش | البيانات المناخية لـفرناندينا بيتش | البيانات المناخية لـفرناندينا بيتش | البيانات المناخية لـفرناندينا بيتش |
| الشهر                               | يناير                              | فبراير                             | مارس                               | أبريل                              | مايو                               | يونيو                              | يوليو                              | أغسطس                              | سبتمبر                             | أكتوبر                             | نوفمبر                             | ديسمبر                             | المعدل السنوي                      |
| ----------------------------------- | ---------------------------------- | ---------------------------------- | ---------------------------------- | ---------------------------------- | ---------------------------------- | ---------------------------------- | ---------------------------------- | ---------------------------------- | ---------------------------------- | ---------------------------------- | ---------------------------------- | ---------------------------------- | ---------------------------------- |
| متوسط درجة الحرارة الكبرى °ف (°م)   | 63.0 (17.2)                        | 65.8 (18.8)                        | 71.2 (21.8)                        | 76.8 (24.9)                        | 83.3 (28.5)                        | 88.0 (31.1)                        | 90.6 (32.6)                        | 89.3 (31.8)                        | 85.6 (29.8)                        | 79.2 (26.2)                        | 72.2 (22.3)                        | 64.9 (18.3)                        | 77.5 (25.3)                        |
| المتوسط اليومي °ف (°م)              | 53.8 (12.1)                        | 56.5 (13.6)                        | 61.9 (16.6)                        | 67.7 (19.8)                        | 75.0 (23.9)                        | 80.4 (26.9)                        | 82.6 (28.1)                        | 82.1 (27.8)                        | 79.2 (26.2)                        | 72.1 (22.3)                        | 63.9 (17.7)                        | 56.3 (13.5)                        | 69.3 (20.7)                        |
| متوسط درجة الحرارة الصغرى °ف (°م)   | 44.5 (6.9)                         | 47.2 (8.4)                         | 52.6 (11.4)                        | 58.6 (14.8)                        | 66.7 (19.3)                        | 72.8 (22.7)                        | 74.6 (23.7)                        | 74.9 (23.8)                        | 72.8 (22.7)                        | 65.0 (18.3)                        | 55.6 (13.1)                        | 47.6 (8.7)                         | 61.1 (16.2)                        |
| الهطول إنش (مم)                     | 3.42 (87)                          | 3.20 (81)                          | 3.92 (100)                         | 2.82 (72)                          | 2.31 (59)                          | 5.27 (134)                         | 5.52 (140)                         | 5.82 (148)                         | 6.91 (176)                         | 4.59 (117)                         | 2.08 (53)                          | 2.95 (75)                          | 48.81 (1٬240)                      |
| متوسط أيام هطول الأمطار (≥ 0.01 in) | 9.1                                | 8.4                                | 8.4                                | 5.9                                | 6.0                                | 11.5                               | 11.9                               | 12.5                               | 11.8                               | 8.1                                | 7.3                                | 8.2                                | 109.1                              |
| المصدر: NOAA (1981-2010 Normals)    |                                    |                                    |                                    |                                    |                                    |                                    |                                    |                                    |                                    |                                    |                                    |                                    |                                    |

## أعلام
- هارون بين
- ترافيس تايلور
- ويليام بي. ألين
- روبرت ساندز شويلر
- هنريتا دوزير